# Faculdade de Farmácia da Universidade do Porto
A Faculdade de Farmácia da Universidade do Porto (FFUP) é um estabelecimento de Ensino Superior da Universidade do Porto.
A FFUP é uma das mais antigas faculdades da Universidade do Porto e a mais antiga Faculdade de Farmácia de Portugal em contínuo labor. Inicialmente designada por Escola de Farmácia, obteve o estatuto de Faculdade em 1921; entre 1932 e 1968 foi indiscutivelmente a única Faculdade de Farmácia do país, habilitada a conceder os graus de licenciado e doutor, visto que as correspondentes faculdades das Universidades de Lisboa e Coimbra foram reduzidas ao estatuto de Escolas Superiores de Farmácia e apenas podiam conceder o grau de bacharel. É uma Faculdade conceituada de nome a nível nacional e internacional e os seus cursos são acreditados pela Ordem dos Farmacêuticos.
A FFUP é um centro de criação, transmissão e difusão da cultura da ciência e da tecnologia e prossegue os seguintes fins:
- Ensino das matérias necessárias à formação científica e técnica dos estudantes;
- Organização de cursos de primeiro, segundo e terceiro ciclos adequados ao Processo de Bolonha;
- Realização de investigação fundamental e aplicada;
- Promoção de acções de ensino extracurriculares e de formação contínua;
- Intercâmbio científico e técnico com instituições nacionais e estrangeiras;
- Prestação de serviços à comunidade numa perspectiva de valorização recíproca.

A FFUP tem a seu cargo um Mestrado Integrado em Ciências Farmacêuticas, cinco segundos ciclos, mais diversos planos de Doutoramento e um curso de Pós-Graduação de Especialização em Cuidados Farmacêuticos. Colabora também com a Licenciatura em Ciências da Nutrição. Tem como objectivo a formação de mestres habilitados a exercerem as actividades profissionais tradicionalmente executadas por este tipo de profissionais, nomeadamente ao nível da Farmácia de Oficina, Farmácia Hospitalar, Indústria Farmacêutica (produção, controlo da qualidade, marketing e assuntos regulamentares), distribuição grossista de medicamentos, Análises Clínicas e outras actividades de índole analítica (análises químicas, hidrológicas, bromatológicas, toxicológicas, etc.), ensino e investigação. Associando de uma forma equilibrada matérias da Biologia e da Química, fornece um conjunto alargado de conhecimentos e de capacidades que habilitam ainda os mestres a exercerem a sua actividade em novas vertentes das Ciências da Saúde, Ciências do Ambiente e Controlo da Qualidade. A FFUP colabora ainda com diversas entidades nacionais e internacionais nomeadamente na realização de reuniões científicas, na avaliação académica e científica e na formação contínua; presta também apoio ao ensino farmacêutico em países de Língua Oficial Portuguesa e à formação de pessoal docente.
Está integrada no programa europeu de estudos Sócrates/Erasmus e Leonardo da Vinci.

## Instalações

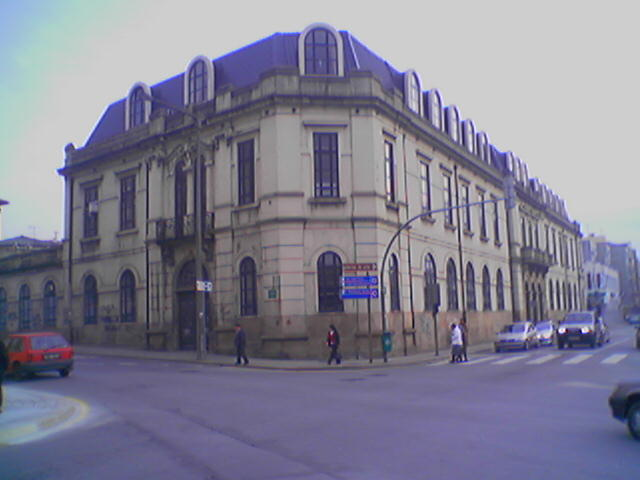
Edifício histórico da FFUP

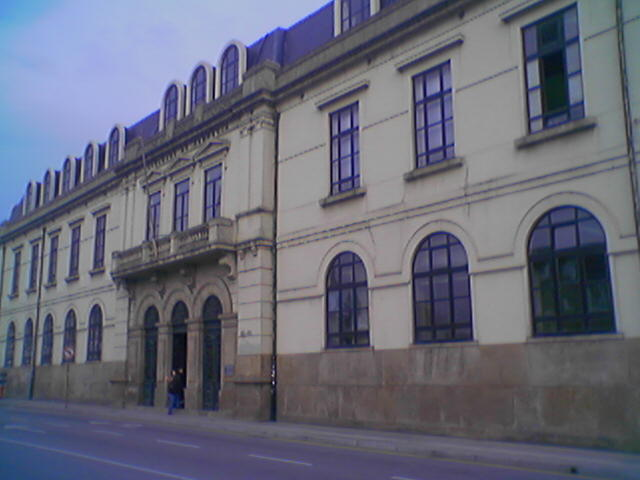
Edifício histórico da FFUP

O complexo de edifícios interligados que a FFUP e o ICBAS partilham, inaugurado em Janeiro de 2012, constitui o maior pólo de Saúde e Ciências da Vida da Península Ibérica, localiza-se se a poucos metros dos Jardins do Palácio de Cristal - onde já esteve instalada a Reitoria da Universidade do Porto - tem uma área útil superior a 35 mil metros quadrados e capacidade para receber mais de 4.000 estudantes e cerca de 500 docentes, investigadores e funcionários administrativos. A suas modernas instalações proporcionam condições para um ensino de alta qualidade

## Historial
Pode considerar-se que a actual FFUP teve origem em 1836, a quando da criação da Escola de Farmácia anexa à Escola Médico-Cirúrgica, tendo-se tornado uma Escola autónoma em 1915. Em 18 de Janeiro de 1921 foi-lhe atribuído o estatuto de Faculdade, integrada na Universidade do Porto.
1836 Criação da Escola de Farmácia anexa à Escola Médico-Cirúrgica.

1915 Autonomia da Escola de Farmácia.

1921 Elevação à Categoria de Faculdade.

1926 Nova Orgânica para o Ensino Farmacêutico.

1930 Reforma do Ensino Farmacêutico.

1932 Reforma do Ensino Farmacêutico:

- Curso Profissional(3 anos);
- Licenciatura (5 anos);
- Única a Conferir o Grau de Doutor.

1958 Funcionamento Regular de Cursos de Pós-Graduação.

50-80 Curso de Aperfeiçoamento em Análises Químico-Biológicas.

89-98 Curso de Especialização em Análises Clínicas.

1978 Reforma do Ensino Farmacêutico Licenciatura (5 anos) em 3 Opções:
- Farmácia de Oficina e Hospitalar;
- Farmácia Industrial;
- Análises Clínicas.
- Tronco Comum (3 anos); Opções (2 anos).

1987 Início do Programa de Doutoramentos para Não Docentes.

1988 Reforma do Ensino Farmacêutico:

- Licenciatura (5 anos) Generalista.

1993 Funcionamento Regular de Cursos de Mestrado em Controlo de Qualidade.

1997 Primeiro Mestrado em Tecnologia Farmacêutica.

## Organização
A FFUP está funcionalmente dividida em Serviços, designadamente:
- Análises Clínicas;
- Bioquímica;
- Bromatologia e Hidrologia;
- Farmacognosia;
- Farmacologia;
- Microbiologia;
- Química-Física;
- Química Orgânica;
- Tecnologia Farmacêutica;
- Toxicologia.

A FFUP é uma unidade com autonomia científica, pedagógica, administrativa e financeira tendo, por isso, incluídos na sua estrutura, mais os seguintes Serviços:
- Gabinete de Apoio ao Aluno;
- Gabinete de Apoio ao Conselho Directivo ;
- Gabinete de Relações Exteriores ;
- Biblioteca ;
- Serviços Administrativos e Financeiros.

## Trabalhos FFUP
- A Cisplatina (www.acisplatina.pt.to)
- Cetamina (http://cetamina-ffup.blogspot.com/)